# カルビーポテトチップス コンソメパンチ
カルビーポテトチップス コンソメパンチ（英: Calbee Potato Chips Consomme Punch）は、カルビーが製造するポテトチップス。同社の登録商標（第4464006号ほか）。
1978年発売。うすしお味・のりしおとともにカルビーポテトチップスシリーズの定番品。

## 概要
味のベースはコンソメで、肉や野菜を煮込んで実際にコンソメスープを作った後、乾燥させてパウダー状にしている。これにカルビー独自のオリジナルスパイスを加え、その中に隠し味として梅肉が使われている。パンチの効いた味にさっぱりとした口あたりでスッキリと仕上がっており、飽きのこないおいしさ、が特徴。
「パンチ」は、“元気のよい”“勢いのある”などを意味する流行語「パンチが効く」が由来であり、新発売するにあたり印象に残る商品名にするため取り入れた。この元気の良さ・楽しさが現在ブランドイメージとして定着している。
カルビーポテトチップスシリーズの一つであり、うすしお味（1975年）、のりしお（1976年）に次ぐ3番目のフレーバーとして1978年発売された。発売と同時に爆発的に売れ、うすしお味に次いで2段ロケットのように売れた商品となり、結果シリーズのシェア拡大に貢献した。松尾雅彦は、従来のものとは味の違うコンソメパンチが爆発的に売れたことによって各社でフレーバー開発が活発化したとしている。
およそ10年ごとにリニューアルしている。また「W」「トリプル」とコンソメ味を強調した商品も発売している。2018年には40周年を迎えた。日本のポテトチップス市場シェア7割を占めるカルビーポテトチップスシリーズの中で、うすしお味に次いで2番目に売れているフレーバーであり、ロングセラー商品である。

## 商品
パッケージには他のカルビーポテトチップスと同様に「ポテト坊や」が描かれ、背景色はベージュ。ベージュでひと目見てコンソメパンチだと認識できる、ブランド資産になっている。
- 定番品
  - コンソメパンチ 60g[5]
  - Lサイズコンソメパンチ 135g
  - BIGBAGコンソメパンチ 170g

- コンビニ限定
  - コンソメＷパンチ 75g[5]
  - BIGBAGコンソメＷパンチ 150g

- ポテトチップスクリスプ（成形型）[5]
  - ポテトチップスクリスプ コンソメパンチ 50g
  - ポテトチップスクリスプ Lサイズコンソメパンチ 115g

期間限定
- コンソメトリプルパンチ : 2013年から期間限定コンビニ限定で発売。コンソメ風味を3倍にしたもの[12]。
- こだわりのコンソメ : 2010年[13]
- コク深いチキンコンソメ : 2010年[13]
- 復刻版 コンソメパンチ : 2014年[11]
- コンソメS（スパイス）パンチ : 2017年。従来のベースに胡椒や山椒などスパイスを効かせたもの[14]。
- 40周年記念: 2018年
  - コンソメチョップ : キャロットパウダー・梅肉パウダーの代わりにトマトケチャップパウダーを用い、甘みのある優しいあじわいに[6]。
  - クリスプ コンソメキック : キャロットパウダー・梅肉パウダーを無くし、ブラックペッパーなどのスパイスを効かせた[6]。
- 禁断のコンソメパンチ : 2019年。オリジナルスパイスの種類・配合を変えたもの[15]。
- コンソメUMAMIパンチ : 2020年。旨味に着目しビーフコンソメパウダーを増量したもの[16]。

できたて
カルビーでは「カルビープラス」というアンテナショップを展開している。そこで期間限定で「揚げたてポテトチップス コンソメ5倍パンチ」を販売している。
海外
海外のカルビーグループ会社においてはコンソメ味フレーバーのものは公表されていない。

## コンソメパンダ
コンソメパンチが大好きな男子小学生のパンダ。
2018年40周年施策の一つとしてオリジナルキャラクターが制作され、1年間にわたりプロモーション活動に用いられた。

## 参考資料
- コンソメパンチ - カルビー公式 - ウェブアーカイブ（インターネットアーカイブ、2019年2月13日）